# Acció Valenciana
|  | Per a altres significats, vegeu «Acció Valenciana (partit polític)». |

Acció Valenciana fou una revista valencianista, mitjà d'expressió d'Acció Cultural Valenciana. El seu contingut era força eclèctic: informació general, crítica de llibres, història, nacionalisme, música, pintura, cinema, etc. S'identificaven amb el lema: "Estudi, defensa i sobirania" del País Valencià, del setmanari Avant. S'oposaven a l'antivalencianisme del diari ABC, a la manipulació centralista dels interessos valencians, a la pèrdua de la identitat col·lectiva i lluitaven per l'autonomia.
Pretenien desmarcar-se de la que anomenaven "vella tradició pairalista": Roc Chabàs, Lluís Tramoyeres, Josep Rodrigo Pertegàs, Serrano Morales, Josep Sanchis Sivera, etc. La qual no confiava en les possibilitats socials del català. S'adheriren al congrés de les minories nacionals europees i es confederaren amb l'organització catalana Palestra i amb l'Associació per la Cultura de Mallorca.